# Días de cine (programa de televisión)
Días de cine es un programa de televisión español con periodicidad semanal dedicado a la información cinematográfica estrenado en 1991.Se emite los viernes a las 20:30h. en La 2 de Televisión Españolay en TVE Internacional.
Con 33 años en antena, se trata de uno de los programas más longevos de Televisión Española. Desde 2008 está dirigido por Gerardo Sánchez y desde septiembre de 2019 el programa carece de la figura del presentador.

## Formato
El programa, con una duración de 60 minutos excepto en verano cuando se emite una versión reducida de 30 minutos, es un magacín que incluye reportajes, entrevistas, avances de los estrenos en cartelera, reseñas sobre libros dedicados al cine o películas editadas en DVD o Blu-Ray, centrado siempre en la actualidad cinematográfica de España e internacional.

## Historia
El programa nació el 6 de octubre de 1991 de la mano de César Abeytua basándose en la idea de la película de Woody Allen Días de radio. Él equipo se configuró en torno a Abeytua, primer director del programa, Carlos Amman como subdirector y Samuel Martín Mateos como realizador. Este último había sido encargado del departamento de posproducción de Televisión Española, siendo este un elemento, la postproducción, muy importante al nacer el programa con la idea de no tener presentador, y también que Abeytua quería que pareciese que eso antes nunca se había hecho por lo que sería una seña de identidad del programa.

"Días de cine ha sabido adaptarse a los cambios. Entonces los filmes se veían en VHS y hoy, por vídeo bajo demanda; se consume más, aunque menos en salas. Y hay un alud de estrenos, hasta 12 esta semana, algo que antes era impensable"
Gerardo Sánchez (2016) 

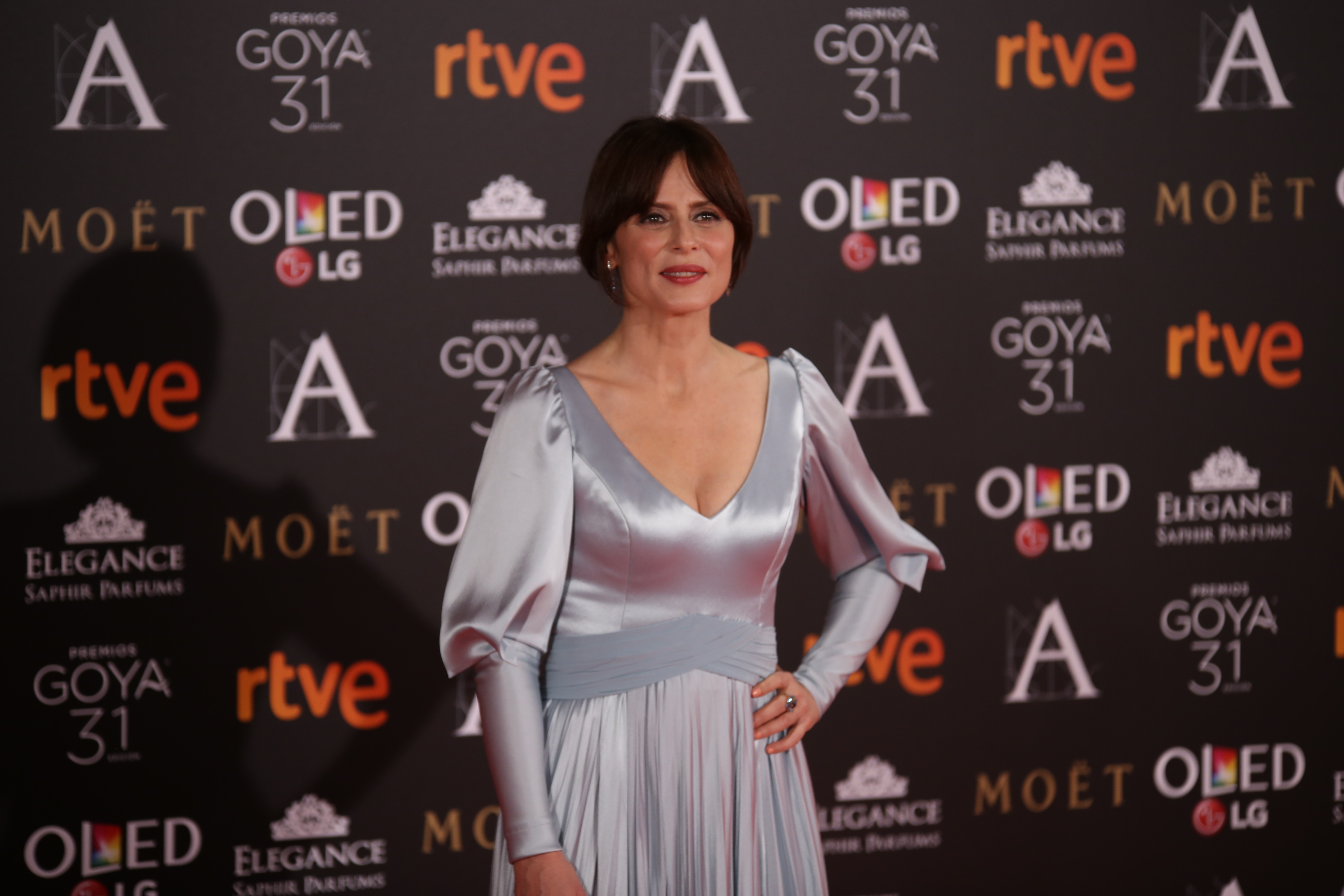
Aitana Sánchez-Gijón primera presentadora del programa.

En 1994 Amman, Martín Mateos y Abeytua saldrían del programa. Su reemplazo sería Antonio Gasset quien había tenido problemas con la directora de Informe Semanal y de los Servicios Informativos de RTVE María Antonia Iglesias. Ramón Colom, entonces director general de Televisión Española, propuso a Gasset la dirección del programa. El equipo se configuró con Daniel Monzón como subdirector, quien había realizado, junto a José Luis Guarner, una sección en donde ambos criticaban una misma película pero con la intención de comparar los puntos de vista de dos críticos con gran diferencia de edad. Miguel Berbén se ocuparía de la realización. Una de sus primeras decisiones del nuevo equipo fue la elección de un presentador labor que recayó en la actriz Aitana Sánchez-Gijón quien únicamente permaneció una temporada. Tras su salida Jesús Ortiz, productor ejecutivo del programa, sugirió la opción de hacer que Gasset fuera también el presentador lo que, a la postre, se acabó convirtiendo en una de las señas de identidad: sus entradillas, el paso a la publicidad o las quejas por el horario del programa, cargadas de humor ácido, socarronería e ironía, se hicieron muy reconocibles.

"A lo largo de mi vida he tenido varias adicciones, y una de las principales ha sido al humor. Me ha salvado de grandes catástrofes. Esto, unido a una cierta socarronería y mala uva propias de mí, me movieron a hacer esos comentarios en el programa. Hasta que vi que le hacían gracia a la gente, y pensé: pues voy a decir una chorrada siempre que pueda. Pero siempre son espontáneas. En 12 años que llevo haciendo entradillas, nunca he dedicado más de cinco minutos a pensar qué voy a decir. La prueba es que algunas son una sandez enorme."
Antonio Gasset (2006) 

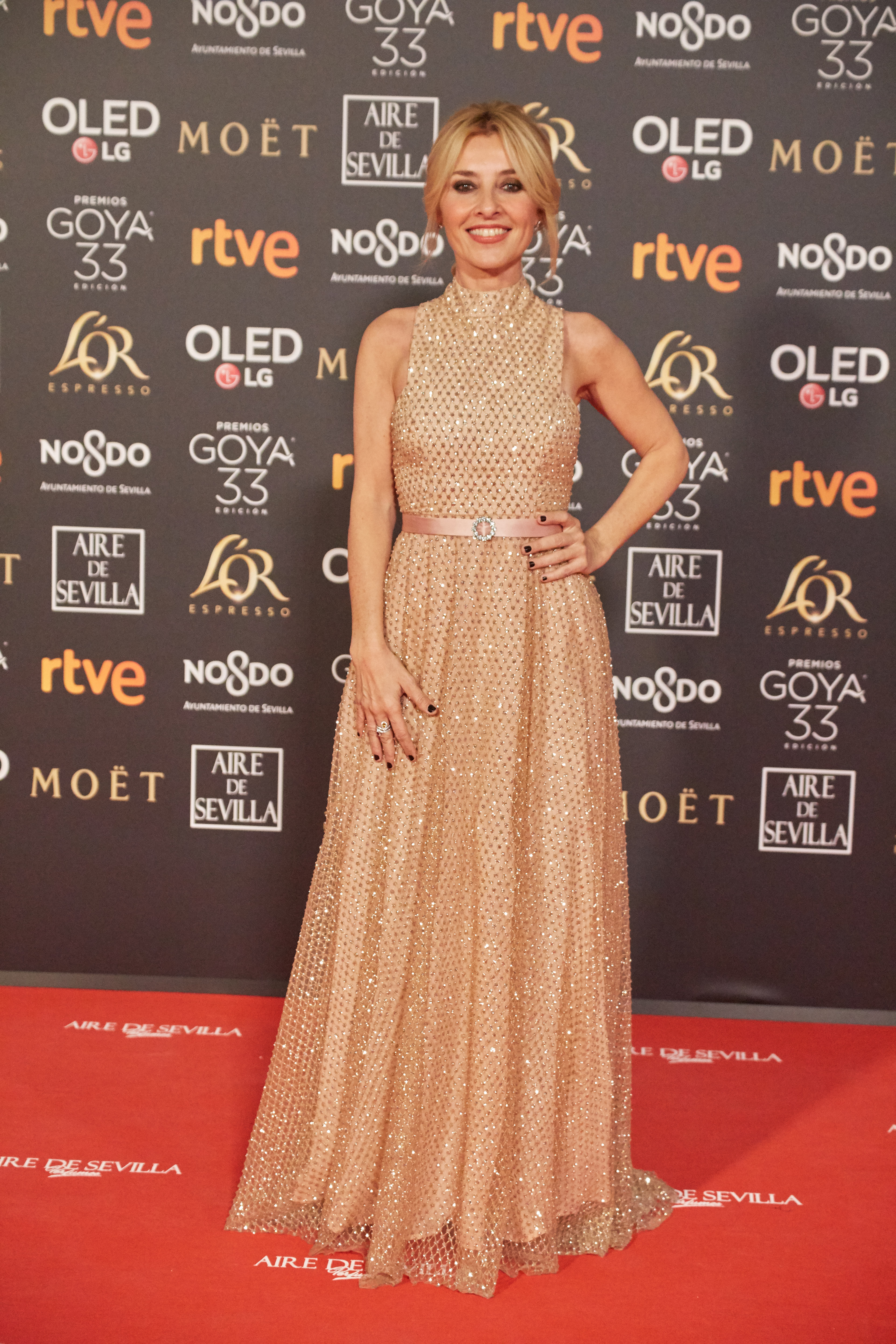
Cayetana Guillén Cuervo segunda presentadora de Días de cine.

En 2007 con el ERE en RTVE, Gasset dejó el puesto de director en favor de Raúl Alda, subdirector hasta entonces, quien estaría un año en el puesto hasta la llegada de Gerardo Sánchez. Tras la salida de Gasset como presentador pasaría a realizar las funciones Cayetana Guillén Cuervo. Coincidiendo con la llegada de Gerardo Sánchez a la dirección del programa, y tras la cancelación de Cartelera, gran parte de la plantilla de dicho programa se integró en el equipo de Días de cine.

"Pensamos que si nosotros mismos no creemos en lo que hacemos, y sobre todo, no disfrutamos haciéndolo, difícilmente vamos a conseguir que el espectador disfrute".
Gerardo Sánchez (2014) 

En 2010 Guillén Cuervo dejó de presentar del programa. Desde entonces, al carecer de conductor, cada edición se articulaba en torno a un leit motiv cinematográfico relacionado con alguno de los temas de cada programa realizándose desde entonces un mayor trabajo de posproducción. Con posterioridad, el programa volvió a contar con presentador, primero con Henar Álvarez durante un año tras superar un proceso de casting, y posteriormente durante 5 temporadas, hasta julio de 2019, por Elena S. Sánchez. 

"No imagináis la tristeza que me da no estar ahí. ¡Os voy a echar mucho de menos, equipazo! Gracias por estos cinco maravillosos años de cinefilia, aprendizaje y buen rollo."
Elena S. Sánchez (2019) 

## Presentadores
En sus primeros tres años de emisión, bajo dirección de César Abeytua y realización de Samuel Martín Mateos, el espacio no contó con la figura de presentador hasta la incorporación el 29 de octubre de 1994 de la actriz Aitana Sánchez-Gijón.

"Este puede ser el comienzo de una bella amistad"
Aitana Sánchez-Gijón (1994) 

En la temporada 1995-1996 Sánchez-Gijón fue sustituida por el periodista Antonio Gasset que condujo Días de cine durante 13 años hasta su jubilación el 20 de diciembre de 2007 y ha sido el presentador más longevo del espacio.

"Si tuviera 20 años menos, no me habría aficionado al cine. El 90% del que se hace ahora no me interesa"
Antonio Gasset (2007) 

Entre enero de 2008 y enero de 2011 el espacio fue presentado por la actriz Cayetana Guillén Cuervo. Tras su salida del programa hasta el 19 de septiembre de 2013 Días de cine volvió a carecer de la figura del presentador.

"Hay contenidos con los que no me sentiría cómoda, por ejemplo un magacín con mucho corazón no sabría como lidiarlo, aunque respeto mucho a los compañeros que lo hacen"
Cayetana Guillén Cuervo (2013) 

Para la temporada 2013-2014 las labores de presentación estuvieron a cargo de Henar Álvarez, que se incorporó al programa el 19 de septiembre de 2013.

"Como cinéfila que soy, era espectadora de Días de cine, y cuando empezaron a hacer preestrenos, solicité la entrada. En la cola coincidí con el director del programa y charlamos de cine. Un mes después me llamó para decirme que se haría un 'casting'. Me presenté y gané. Fue una entrada de película. Y yo soy la protagonista. Ha sido como un cuento de hadas."
Henar Álvarez (2014) 

Elena S. Sánchez ha sido presentadora desde septiembre de 2014 hasta julio de 2019.

"No imagináis la tristeza que me da no estar ahí. ¡Os voy a echar mucho de menos, equipazo! Gracias por estos cinco maravillosos años de cinefilia, aprendizaje y buen rollo."
Elena S. Sánchez (2019) 

Desde septiembre de 2019, prescinde de la figura de presentador, pero cada semana una persona del mundo del cine español es invitado, como anfitrión, al que su director Gerardo Sánchez realiza una entrevista en profundidad y le regala una camiseta característica negra con su nombre. El primero, J. Bayona. Sánchez también aparece en pantalla con una sección en los que recomienda de películas en estrenos en Filmoteca Española y en Cineteca de Madrid, y libros de cine. 
Sanchez, desde 2020 hace las presentaciones de la película semanal del ciclo Días de cine clásico, también en La 2, con clásicos del cine. 
Durante el confinamiento por la Covid-19, siguió emitiéndose, con su director y entrevistados grabándose desde sus casas. 
Con motivo de su 30 aniversario, el 6 de octubre de 2012 emitió un reportaje especial, y Almodóvar como padrino, y su director, Gerardo Sánchez, repasó su historia. 

## Premios
Medallas del Círculo de Escritores Cinematográficos
| Año  | Categoría                | Resultado |
| ---- | ------------------------ | --------- |
| 2002 | Mejor labor periodística | Ganador   |

Premios de la Academia de Televisión
| Año              | Categoría                  | Resultado |
| ---------------- | -------------------------- | --------- |
| V edición (2003) | Mejor programa divulgativo | Ganador   |

- Premio Zapping (2014) al Mejor Programa de Actualidad Informativa y Entrevistas. concedidos por el colectivo Telespectadores Asociados de Catalunya (TAC). [33]
- Premio Pop Eye (2018) al Mejor Programa Cultural de Televisión, que se conceden en el marco del Festival Cáceres Pop Art. [34]
- Premio a la Investigación del Cine Español 2024, en la categoría de Mejor Trayectoria Profesional, concedido a su director Gerardo Sánchez, porque según el fallo, “su vida es cine y el cine es su vida”. El galardón lo concede en su tercera edición la plataforma FlixOlé y la Universidad Rey Juan Carlos . [35]

## Premios Días de Cine
Los Premios Días de Cine nacen en 2014 dentro del programa, en el que el equipo del programa reconocen las mejores películas e interpretaciones del año en diversas categorías. La gala de entrega anual, en enero, se hace en el Auditorio del Museo Nacional Reina Sofía.  